# Joe Schevardo
Franz Josef „Joe“ Schevardo (* 6. März 1925 in Köln; † 18. Februar 2012 in Nideggen) war ein deutscher Jazz-Kritiker und Hörfunkjournalist.

## Leben
Franz Josef wurde als ältestes von drei Kindern des Kaufmanns Franz Schevardo (1879–1952) und seiner Ehefrau Karla, geb. Niesen (1901–1976), geboren. Er hatte einen jüngeren Bruder, den späteren Zahnarzt Berthold Schevardo (1927–2008), und eine Schwester Stephanie (* 1934).
Nach dem Zweiten Weltkrieg begann Schevardo journalistisch zu arbeiten. In den 1950er und 1960er Jahren verfasste er hauptsächlich Jazzkritiken und Konzertberichte. So schrieb er – anfangs noch als Franz (Josef) Schevardo – für Down Beat, Kölner Stadt-Anzeiger, Kölnische Rundschau, Jazz Podium, Die Zeit. Ferner entwarf er Cover- und Booklet-Texte für Musik-Alben. Ende der 1950er Jahre gab er Jazzkurse an der Musikhochschule Köln.
Ebenfalls in den 1950er wurde er freier Mitarbeiter beim Hörfunk, überwiegend in der U-Musik-Abteilung des NWDR Köln bzw. NDR/WDR. Dort stellte er internationale Musiker vor und erläuterte mit Rückgriff auf seine eigene große Plattensammlung die verschiedenen Stilrichtungen. Seine guten Kontakte zur US-amerikanischen Musikszene, besonders zum Jazz-Produzenten Norman Granz, halfen ihm dabei. So präsentierte er im Wochenend-Cocktail, einer Funk-Serie von NDR und WDR, die Mitte der 1950er Jahre samstagabends gesendet wurde, eine anspruchsvolle Mischung aus meist amerikanischer Tanz- und Unterhaltungsmusik.
In den 1970er Jahren produzierte er Hörfunk-Features für die WDR-Serie Erlebte Geschichten. Seine Interviewpartner waren oft Musiker, die sich in ihrer Laufbahn auch dem Jazz und Swing verbunden fühlten, wie Günter Eilemann, Schallplatten-Manager Wilfried Jung, Max Greger oder Hugo Strasser.
Mit dem Kölner Fotografen Chargesheimer plante Schevardo ein Fotobuch zum Jazz herauszubringen, das aber durch den frühen Tod Chargesheimers nicht mehr zustande kam. 2022 griff die Historikerin Evelyn Bertram-Neunzig diese Idee wieder auf, indem sie im Historischen Archiv der Stadt Köln ausgewählte Aufnahmen des unvollendeten Projekts in der Ausstellung Chargesheimer fotografiert Jazz präsentierte.
Schevardo starb 2012, wenige Wochen vor seinem 87. Geburtstag. Er wurde im ehemaligen Grab seiner Eltern auf dem Kölner Südfriedhof beigesetzt.

## Essays (Auswahl)
- Andreas Vollberg (Hrsg.): Von Trizonesien zur Starlight-Ära. Unterhaltungsmusik in Nordrhein-Westfalen. agenda Verlag, Münster 2003, ISBN 3-89688-172-8, S. 149 ff. 281 ff., 344 ff. (drei Beiträge von Schevardo).